# ケベック型潜水艦
| ケベック型潜水艦                       | ケベック型潜水艦                                           |
| -------------------------------------- | ---------------------------------------------------------- |
| オデッサで展示のケベック型潜水艦 M-296 |                                                            |
| 要目                                   | Soviet Naval Ensign                                        |
| 排水量                                 | 460 t (水上) / 540 t (水中)                                |
| 全長                                   | 56.0 m                                                     |
| 全幅                                   | 5.1 m                                                      |
| 喫水                                   | 3.8 m                                                      |
| 機関                                   | 3軸推進                                                    |
| 機関                                   | 水上：ディーゼルエンジン（520 kW）2基                      |
| 機関                                   | 水中：液体酸素（LOX）式閉サイクル・ディーゼル (670 kW) 1基 |
| 機関                                   | 電動補助推進器 1基                                         |
| 速力                                   | 18 kt (水上) / 16 kt (水中)                                |
| 航続距離                               | 水上巡航速力で2,750 海里 (5090 km)                         |
| 乗員                                   | 30名                                                       |
| 武装                                   | 533 mm (21 in) 魚雷発射管 4門 (対潜水艦/対水上艦用魚雷×8)  |

ケベック型潜水艦（ケベックがたせんすいかん Quebec class submarine）は、ソヴィエト/ロシア海軍の通常動力型潜水艦である。
ケベック型の名称はNATOコードネームであり、ソ連海軍の計画名は615型潜水艦（Подводные лодки проекта 615）である。

## 概要
ケベック型は、2基の通常型のディーゼル・エンジンのほかに、1基の閉サイクル・ディーゼル機関を搭載していた。この閉サイクル・ディーゼルは、液体酸素 (LOX) を気化させて得た酸素でディーゼルエンジンを作動させる、非大気依存推進機関であった。このシステムは、注目すべき水中速力および水中航続力をもたらしたが、液体酸素を搭載することに伴う爆発や火災の危険も大きなものであった。実際、この問題によって、M-256喪失事故がおきている。こうしたことから、615型は、その乗員たちから「シガレット・ライター」と呼ばれた。
100隻の建造が計画されていたうちの40隻が1953年から1957年の間に建造された。このうち最初の1隻、M-254はプロトタイプとされ、また最終艦M-361は改良型機関を搭載した試験艦であった。M-254の就役開始は1953年の事であるが、次のM-255は1955年である。
しかし、1954年にはアメリカ海軍において原子力潜水艦ノーチラスの就役とその実用化を踏まえて、それ以上の建造計画は放棄され、原子力潜水艦の実現が追求されるようになった。1970年代に最後の1隻が解役されると、先駆的なこの潜水艦は現役を退いた。
これらのうち2隻は展示艦として保存されており、ロシアのクラスノダールにおいてM-261を、ウクライナのオデッサでM-302をそれぞれ観覧することができる。